# Bulbostylis firingalavensis
Bulbostylis firingalavensis är en halvgräsart som beskrevs av Henri Chermezon. Bulbostylis firingalavensis ingår i släktet Bulbostylis och familjen halvgräs. Inga underarter finns listade i Catalogue of Life.